# DG Flugzeugbau
DG Flugzeugbau GmbH är en tysk segel- och motorsegelflygplansfabrik.
DG Flugzeugbau grundades i augusti 1973 av Wilhelm Dirks och Gerhard Glaser. Företagest första flygplan DG-100 blev populärt bland köparna, efter att man vidareutvecklat flygplanet med vingklaffar ändrades namnet till DG-200. Företagets första motorseglare byggde vidare på konstruktionen från de tidigare flygplanen och gavs namnet DG-400. Under 1983 kom den nykonstruerade DG-300 som var ett flygplan i standardklassen, flygplanet följdes av den tvåsitsiga DG-500 och slutligen den klaffade varianten DG-600. 
Samtidigt som företaget fick ekonomiska problem 1993 presenterade man sitt första flygplan i 18-meters klassen DG-800 som kunde köpas i två versioner med eller utan motor. När motortillverkarna inte ville leverera några motorer tvingades man ansöka om konkurs 1996. Sedan starten 1973 har företaget tillverkat över 800 flygplan vid fabriken i Untergrombach och över 850 flygplan vid ELAN-fabriken i Slovakien.
Företaget övertogs av Karl Friedrich Weber hans fru Eva-Marie Weber och Gerhard Wolff som rekonstruerade och försåg bolaget med nytt riskkapital. Samtidigt inleddes arbeten på vidareutveckling av företagets produkter med Wilhelm Dirks som företagets chefskonstruktör. Företaget växte ur sina lokaler och 2000 byggde man en ny fabrik vid Bruchsal flygfält. När LS-Rolladen Schneider kom i ekonomiska svårigheter tog man över företagets varumärke och konstruktioner 2003. Av LS produkterna fortsatte man med tillverkningen av LS 8 och LS 10

## Flygplanstyper tillverkade vid DG Flugzeugbau GmbH
- DG-100 och 101, 100G, 101G
- DG-200 och 202, 200/17, 202/17 och 202/17C
- DG-300 och 303
- DG-400
- DG-500 och M, 505, 505MB
- DG-600 och 600/18, 600M, 600/18 M
- DG-800 A, B, LA, S och M, 808, 808M, 808S
- DG-1000 S
- LS-8
- LS-10